# 冀东大暴动

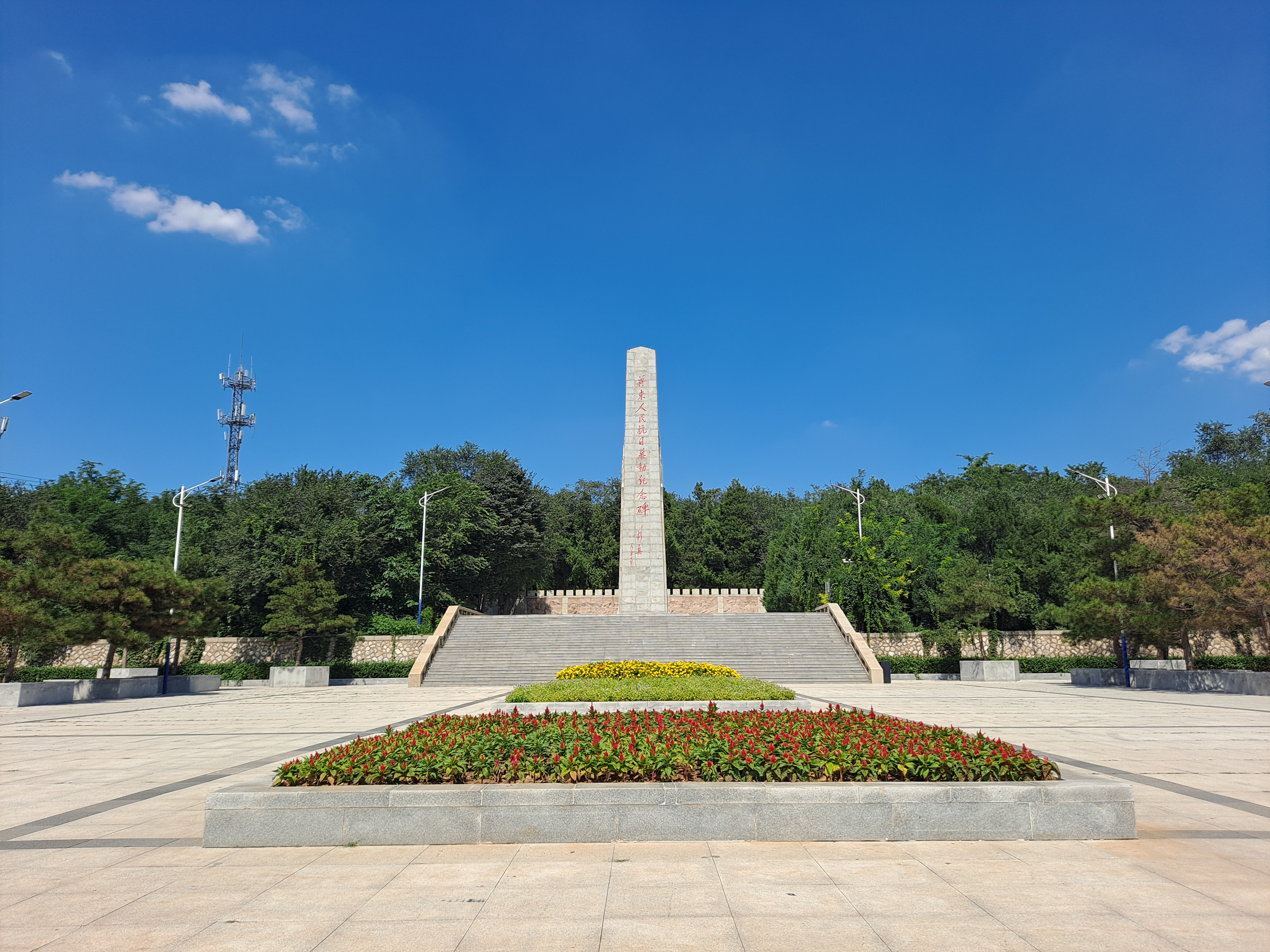
唐山大城山公园内的冀东人民抗日大暴动纪念碑

冀东大暴动是中国共产党在冀东及热南地区组织起的抗日武装暴动，于1938年7月6日爆发，共计二十万余人参加暴动，十万人组成各种抗日武装，其中共产党领导的冀东抗日联军等部共7万人，国民党领导的忠义救国军北方支队第七路军、九路军等部共约3万人。各武装在暴动中攻克了冀东地区的乐亭县、卢龙县、蓟县、宝坻县等大部分城镇，但因为宋时轮等人错估形式，高估了日伪军的实力，决定大部分部队西撤到平西地区整训，仅留有三个八路军支队各数百人与部分抗日联军坚持，在西撤时数万人部队遭到日伪军层层阻击，导致抗联队伍在西撤时减员严重，最后留守在冀东和到达平西的抗联部队仅剩3000余人，坚持下来的部队继续斗争，开辟了冀东游击根据地。

## 过程
1937年，自从日军南下攻占河北后，八路军进入山西，八路军115师试图进入冀东。1937年3月6日，115师邓华支队由平西向怀柔、顺义、延庆昌平一带发展，扩大区域。4月1日，八路军120师宋时轮支队经集宁、张家口一带，北出龙关、赤峰地区，与邓华支队接近，创造冀热察根据地。6月初，宋时轮支队和邓华支队在平西宛平县杜家庄汇合，整编为八路军第四纵队，宋时轮任司令员，邓华任政委。6月8日四纵队由平西的斋堂出发向冀东挺进。1938年2月，中共河北省委与邓华具体商定八路军挺进冀东的路线和暴动的有关事项，中共中央北方局开始准备暴动。
1937年12月，李运昌主持在滦县多余屯召开了冀东十县抗日人民代表会议，会上正式通过成立华北人民武装自卫会冀东分会，组建了华北抗日联军冀东第一支队，组建自卫会员15000余人。1938年3月，开滦大罢工爆发，35000名矿工举行五矿同盟大罢工。1938年6月，中共冀热边特委在丰润田家湾子召开了军事会议，宣布高志远任冀东抗日联军司令，李运昌、洪麟阁任副司令。下设三路军：洪麟阁兼任一路司令，杨十三任政治主任；李运昌兼任二路司令，胡锡奎任政治主任；高志远兼任三路司令，陈宇寰任副司令。拟建6个总队，任命了各总队的负责人，计划于1938年7月16日在15处起事。
之后，挺进冀东的八路军第四纵队东渡潮白河进入冀热边境，攻克了昌平、兴隆、平谷、蓟县、迁安县城。7月6日，滦县的高培之、李润民、张鹤鸣、张振宇发动当地农民暴动。7月7日岩口镇宣布成立冀东抗日联军第四总队，并占领铁厂镇，随后抵抗日军反扑，攻占兴城镇。随后各地相应暴动。7月14日，苏甦、王建国展开西部暴动；到7月底，蓟县、玉田、遵化一带的暴动队伍已达5000余人，并攻克蓟县县城。7月24日，围攻玉田县城。宝坻县城也被攻克。
1938年8月，八路军四纵队挺进到遵化、迁安、丰润境内；同冀东抗日联军大会师于铁厂镇。八路军四纵队和抗联在三个月，攻克了9座县城。然而因为决策失误，四纵宋时轮等人决定四纵和抗联大部西撤到平西地区，仅留三个支队和部分抗日联军在冀东坚持。部队在西撤途中遭到日伪军层层阻击，加上部分战士思想情绪严重，纪律差，导致抗联部队大部溃散，仅数千人到达平西，暴动受到极大挫折。李运昌等抗联领导人在西撤途中决定东返，与在冀东的留守部队一起坚持斗争。。

## 冀东抗日联军
1938年7、8两月，在八路军第四纵队配合下，中国共产党在冀东发动了有20万人参加的武装抗日暴动，并组建了拥有10万人枪的冀东抗日联军（1938年7月-1938年10月）。“抗联原计划成立6个总队，结果成立了39个总队，再加上一些独立大队，仅抗联系统就有7万多人的全副武装部队，属于国民党和杂牌军的有3万来人。”
- 司令高志远
- 副司令李运昌 洪麟阁（战斗中牺牲）
- 第一路指挥部 总指挥洪麟阁（兼） 政治部主任杨十三 华北人民抗日自卫委员会代表李楚离。下辖3个总队，洪麟阁部占领玉田县城后，进入鼎盛时期，3个总队兵力已经超过4500人。1938年10月洪麟阁牺牲后，李楚离继为总指挥。
  - 第一总队（遵化）：1938年7月8日，洪麟阁在遵化县地北头一带起义，组建第一总队，计300多人，总队长赵振威。7月10日，攻占沙流河据点。7月25日，攻占玉田县城。7月底，参加攻打遵化县城，部队行至龙山时遭日伪袭击，赵振威在作战中牺牲，常铁汉接任。10月中旬奉命西撤，从窝洛沽出发，行至马伸桥台头村，与日军遭遇。洪麟阁在战斗中牺牲，由李楚离接任。来到髻山脚下，又遭日伪重兵堵截，暴动受阻，进退两难，后随李楚离返回玉田。常铁汉后率领部分战士加入包森支队。
  - 第二总队（玉田）：杨绶卿发动、招募青壮年入伍，初期有40多人，成立第二总队。洪麟阁任命杨为总队长。7月9日，在十里坨暴动，后经散水头、石家铺、潮云铺、刘学庄，直取窝洛沽，随后攻占鸦鸿桥，队伍发展到1000余人，下设9个中队。同时收编了王锡朋等领导的民团，留在当地待命。7月10日，攻占沙流河据点。7月25日，攻占玉田县城。7月底，参加攻打遵化县城，不果。10月中旬奉命西撤，从窝洛沽出发，行至马伸桥台头村，与日军遭遇。洪麟阁不幸牺牲，由李楚离接任。来到髻山脚下，又遭日伪重兵堵截，暴动受阻，进退两难，后随李楚离带回玉田。杨绶卿带队回到窝洛沽、鸦鸿桥附近活动，不久队伍解散。
  - 第十一总队：洪麟阁率部北上，7月10日，攻占沙流河据点。7月25日，攻占玉田县城后，组建了以王锡朋民团为主体的第十一总队。总队长王锡朋，下设4个中队，1个特务大队，约500人。玉田县抗日政府成立后，任后方司令兼玉田县县长。10月中旬奉命西撤，从玉田城北出发。西撤受挫后，王锡朋投敌，被八路军处决。第十一总队渡过潮白河一部，达到平西，一部由李楚离带回玉田。
- 第二路指挥部：总指挥李运昌（兼） 政治部主任王瑞清（胡锡奎）。下辖33个总队（其中4个大队、1个区队、2个游击队），约4.415万人。
  - 第四总队：7月7日上午，丰润、迁安边界的400多名农民在丰润岩口镇举起大旗，编为第四总队，总队长孔庆同，副总队长阎锡九，政治主任丁振军（未到任），下设3个大队，1大队长何文全，2大队长李宝森，3大队长常庆丰。7月9日，队伍成立后，一举占领遵化铁厂。10日，攻克破城镇，很快扩充到1400人。从遵化南下，平息了丰润王官营一带民团叛乱，队伍高潮时达到4000人。7月中旬，第四总队随司令部及其他4个总队、1个特务大队收复榛子镇及赵各庄煤矿，后攻入古冶、洼里车站，烧毁站房，破坏路轨，一度截断了北宁铁路。
  - 第五总队（蓟县）：王崇实等以蓟县公乐亭、小许庄、东后子峪一带救国会会员为基础，成立第五总队（原定为第三总队），队伍发展到1000多人。总队长商香阁，政治主任王崇实，主要活动在蓟县一、六区。8月3日，参加二打乐亭。8月下旬，攻打别山镇据点，王崇实身先士卒，壮烈牺牲。9月初，配合三打乐亭。9月12日，攻打都山。10月中旬奉命西撤。16日被日伪军包围，商香阁带伤指挥突围，南退至泃河沿岸时，又遭日伪军阻击。第五总队腹背受敌，伤亡惨重。商香阁壮烈牺牲。先是，王崇实牺牲后，商香阁以第五总队的名义单独活动，下属2个大队，分别独立存在。第一大队长王楫，参谋长吉养田，工作员贾铁林。在9月下旬约有700余人，西撤时大部失散，只剩100多人到达平西。第四大队长胡香圃，副大队长卜静安，参谋长李友梅。8月中下旬在蓟县城东蚝门一带和敌人作过战，9月中旬，在三河马坊一带争取了7股起义暴动，发展到1500多人。10月中旬奉命西撤，因部队受阻，分散回家。
  - 第五总队（滦县）：7月6日夜，李润民召集暴动骨干300多人，在港北村起义，成立第五总队。总队长李润民，副总队长兼参谋长张鹤鸣，政治主任高培之，秘书赵玉清。下设3个大队，1大队长张振宇，副大队长唐谐尧，2大队长阎绍先，副大队长赵宪章，3大队长高纯一，副大队长杨鹤轩。大队以下设中队。7月15日，在杨家院伏击，队伍南下到茨榆坨、曾家湾、司各庄一带时，发展到3000人。在倴城与高志远的暴动队伍汇合，一打乐亭。7月底，东征卢龙，都山。为便于指挥冀热边特委领导的在昌滦乐一带的暴动队伍，在滦县第五总队干部的基础上，成立指挥部。李润民任总指挥，阎达开任副总指挥，高培之任政治主任，张鹤鸣为参谋长。10月中旬西撤途中，遭到堵截、伏击，损失严重，余部随李运昌返回冀东。
  - 第五总队（丰润）：总队长张树畹，参谋长鲍子菁，政委徐志，政治主任张乐天，计1000人，主要活动在丰润南部地区。丰润五总队是由九支队扩编而成的，后与遵化一带暴动队伍合编为五支队。8月上旬攻打丰润县城，未克，总队长张树畹牺牲。10月中旬奉命西撤，受挫后返回冀东。鲍子箐部，计5000人，一度投向国民党第七路军。
  - 第五总队（遵化）：总队长李子华，政治主任马子敬，计500人，主要活动在遵化西部地区。10月中旬奉命西撤，到达平西。
  - 第六总队（蓟县）：7月14日夜，白砥中等在蓟县南部七区暴动。次日摧毁下仓镇伪警察队，缴枪30多支。王楫率领暴动骨干突袭蒙镇，伪警察所，缴枪20多支。两只队伍发展到1000多人，成立5个大队，组成第六总队，总队长白砥中，政治主任郝希武，由于没有经验，缺乏教育管理，被在宝坻想活动的国民党第七、九路军拉走3个大队。主要活动在蓟县南部地区。后编入蓟县第五总队。10月中旬，随四纵西撤。从康庄通过平绥路时，有许多人员离开部队。有部分到达平西。
  - 第九总队：7月19日，第五总队兵临安各庄。驻滦县安各庄伪警察队长周维新率部起义，向全国发出通电，脱离日伪。但周维新在通电后，一去不返。适于振忠从滦河东率部队来归，后该部与于振忠领导的昌黎等地暴动队伍汇合，成立第九总队。总队长周维新，后为于振忠，副队长刘青山，政治主任张克宇，随后又与铁局寨、商家林一带义军合编，队伍迅速发展到1200人，主要活动在迁安、滦县地区。暴动后期，第九总队曾和滦县第五总队的一大队合编为特务总队，张振宇任总队长，于振忠任副总队长。西撤后返回。
  - 第十总队（乐亭）： 1938年6月下旬，决定在乐亭组建第十总队，在城西成立第一大队，姜各庄一带成立第二大队，大黑坨、木瓜口一带成立第三大队。8月3日，黎巨峰等十几人在杜林暴动，从李家寺、三义庙、青坨，再到徐烧纸庄、庞各庄、芍榆坨、刘马庄，仅五六天时间，队伍发展到600多人，编为抗联第十总队（城西），曾文楼任总队长，葛成斋任政治主任。当时设立第一大队，大队长李义学，副大队长孙文光，教导员高寅。下设3个中队。8月底，该队随第五总队去铁道以北活动。在城东，大黑坨、木瓜口暴动队伍300多人，与第五总队第一大队一起，于8月20日，攻下胡坨镇后，与姜各庄、赤崖一带的暴动队伍汇合，整编后组成第十总队（城东）。李振华任总队长，田自修任副总队长，侯辅庭任政治主任。下设2个大队，8月下旬，奉命去铁道北活动。乐亭城东、城西两部在滦县商家林汇合整编，合并后，人数达到1400余人，黎巨峰任总队长，李振华任政治主任。旋黎巨峰因病休养，李振华接任总队长，田自修、曾文楼任副总队长，侯辅庭任政治主任。下设3个大队，1个特务队。1大队长李义学，副大队长孙文光；指导员高寅；2大队长刘东升，副大队长武兴，指导员张其羽；3大队长王俊生，指导员徐国兴，特务队队长翟文斌。主要活动在乐亭地区。整编后开到沙河驿，9月，奉命返回路南，配合三打乐亭。10月初，撤出乐亭城西后，转移到迁安想上五岭滦县杨柳庄一带，与李运昌汇合。10月中旬奉命西撤，途中受阻，返回冀东。11月中旬初迁西回乡，分散隐蔽。有10来人编入抗联司令部特务队。
  - 独立总队 总队长张振宇
  - 第九总队（滦迁）总队长周维新（先）/于振中（后） 副总队长刘青山 政治主任张克宇
  - 第十总队（乐亭）总队长黎巨峰（先）/李振华（李海涛，后） 政治主任李振华（先）/侯辅廷（后） 副总队长田自修
  - 第十总队（宝坻）总队长李大军
  - 第十一总队（迁安）总队长阎锡九 副总队长王宝堂 政治主任许振铎（周明崎）
  - 第十二总队（迁安）总队长张炳东 副总队长叶田（宋启兴） 政治主任程铁军
  - 第十三总队（丰润）总队长刘锡彤 政治主任/古云亭 参谋长吕大化
  - 第十三总队（滦县）总队长高小安 政治主任/卞振东（先）/郑鸿勋（后）
  - 第十四总队（迁安）总队长陈汉民（先）/苏然（后） 政治主任韩复东（韩东征）  参谋长才永昌
  - 第十四总队（滦南） 总队长吴紫阳（吴绍贤）  政治主任吴绍周
  - 第十五总队（唐山北）总队长刘锡纯  政治主任岳武  副总队长江林斋
  - 第十五总队（滦县） 总队长曹中汉（江东）  政治主任马荣昌
  - 第十六总队（蓟县） 总队长刘卓群  政治主任李子光
  - 第十七总队（蓟县）总队长廖广荣
  - 第十七总队（遵化）总队长朱绍清（卿） 参谋长胡光
  - 第十八总队（遵化）：7月15日，耿玉辉率领十几名金矿工人和藏山庄一带救国会员起义，组成第十八总队，总队长耿玉辉，计600人，主要活动在遵化县南藏山庄、平安城一带。8月间，经四纵改编为抗联第五总队。
  - 第十八总队（蓟县）：在蓟县二区西部，以河南救国分会为基础，成立第十八总队，总队长王济川，政治主任王作勋，张子丰参谋长，计700人，下设3个大队：1大队长刘开基，教导员王恕吾；2大队长刘汉英，教导员王克兴；3大队长赵殿甲。8月18日，配合第五总队攻打别山镇据点；8月21日前后，与蓟县敌伪军在龙湾一带打过仗。10月中旬奉命西撤，行至延庆慈母川一带受阻，大部返回冀东，少数干部到达平西。
  - 第二十三总队（卢龙）：8月8日，高敬之带领400多人的暴动队伍包围了卢龙县城，面对荷枪实弹的伪军警，大义凛然，责骂伪县长，并历数日伪汉奸罪行，凭借抗日暴动的浩大声势和个人威望，迫使伪军打开城门。队伍编为第二十三总队。总队长高敬之，政治主任阮務德(张德民)，计3000人，活动在卢龙地区。9月，配合三打乐亭。9月下旬，在滦县糯米庄围攻日伪军。10月中旬奉命西撤，途中受阻，返回滦卢地区。
  - 第三十九总队（乐亭）：在阎达开、岳泽普等策动下，乐亭沿海盐警队起义，成立第三十九总队。总队长刘定（鼎）（刘汝俊），副总队长钱再生，参谋长岳泽普
  - 特务一总队（遵化）总队长甄凤鳌（甄明阁） 政治主任石林
  - 特务二总队（滦县）总队长石占山 政治主任张树先
  - 平三蓟密顺五县抗日游击队总队长胡香圃 参谋长刘向道（刘俊武）
  - 青龙山游击队队长李守善政治主任杨春华（王子玉）
  - 特务一大队（开滦工人大队）大队长节振国
  - 特务二大队（遵化）大队长高进忠（先）/高德升（后）
  - 特务八大队（丰润）大队长高树轩 教导员潘润之
  - 三区队（蓟县）区队长王建国（王景轩） 政治主任   纪（冀）扶朽
  - 六区队 区队长卞静安
  - 独立大队（滦县）大队长李玉玺（刘守仁） 教导员张志祥
  - 独立大队（滦乐边界）大队长张福林/徐树志
  - 迁安游击支队（滦河北）支队长侯瑞孚 指导员韩子英
  - 兴隆游击队负责人高升
  - 青龙游击队队长刘青山
- 高志远部 司令高志远 副司令陈宇寰 华北人民抗日自卫委员会代表王仲华
  - 第六总队（滦县）总队长殷焕章
  - 第七总队总队长赵培兰
  - 第八总队总队长张子川
  - 第十二总队总队长陈家宝
  - 第十五总队总队长曾生远
  - 第十六总队 总队长刘天瑞
  - 第二十总队总队长刘冠英   副总队长常家宝
  - 第二十三总队总队长高荣久
  - 昌黎支队司令丁万友  参谋长蔺迺功
  - 第二十七总队总队长王树贵（王二虎）
  - 第二十八总队总队长刘海洲（刘玉成）
  - 第二十九总队总队长董锡福
  - 第三十总队总队长李盛瑞
  - 第三十一总队总队长肖连许
  - 第三十七总队总队长刘毓之 副总队长 刘勇侯
  - 第三十八总队  参谋长毕醒愚
  - 第××总队总队长 李绍文
  - 独立总队总队长 曹致福
  - 乐亭警备司令部 司令孙善蛟 副司令杨济生（杨芳田）